# Mingachevir
Mingechevir (tiếng Azerbaijan:Mingəçevir) là một thành phố thuộc Azerbaijan. Dân số thời điểm năm 2012 là 94039 người.

## Khí hậu
| Dữ liệu khí hậu của Mingachevir         | Dữ liệu khí hậu của Mingachevir | Dữ liệu khí hậu của Mingachevir | Dữ liệu khí hậu của Mingachevir | Dữ liệu khí hậu của Mingachevir | Dữ liệu khí hậu của Mingachevir | Dữ liệu khí hậu của Mingachevir | Dữ liệu khí hậu của Mingachevir | Dữ liệu khí hậu của Mingachevir | Dữ liệu khí hậu của Mingachevir | Dữ liệu khí hậu của Mingachevir | Dữ liệu khí hậu của Mingachevir | Dữ liệu khí hậu của Mingachevir | Dữ liệu khí hậu của Mingachevir |
| Tháng                                   | 1                               | 2                               | 3                               | 4                               | 5                               | 6                               | 7                               | 8                               | 9                               | 10                              | 11                              | 12                              | Năm                             |
| --------------------------------------- | ------------------------------- | ------------------------------- | ------------------------------- | ------------------------------- | ------------------------------- | ------------------------------- | ------------------------------- | ------------------------------- | ------------------------------- | ------------------------------- | ------------------------------- | ------------------------------- | ------------------------------- |
| Trung bình ngày tối đa °C (°F)          | 7.1 (44.8)                      | 8.6 (47.5)                      | 12.9 (55.2)                     | 20.9 (69.6)                     | 26.0 (78.8)                     | 30.0 (86.0)                     | 33.9 (93.0)                     | 32.6 (90.7)                     | 28.4 (83.1)                     | 21.0 (69.8)                     | 14.4 (57.9)                     | 9.3 (48.7)                      | 20.4 (68.8)                     |
| Tối thiểu trung bình ngày °C (°F)       | −4.0 (24.8)                     | −3.0 (26.6)                     | 4.0 (39.2)                      | 9.3 (48.7)                      | 14.2 (57.6)                     | 18.6 (65.5)                     | 21.6 (70.9)                     | 20.6 (69.1)                     | 17.0 (62.6)                     | 11.1 (52.0)                     | 6.2 (43.2)                      | 1.4 (34.5)                      | 9.8 (49.6)                      |
| Lượng Giáng thủy trung bình mm (inches) | 19 (0.7)                        | 25 (1.0)                        | 27 (1.1)                        | 39 (1.5)                        | 54 (2.1)                        | 49 (1.9)                        | 26 (1.0)                        | 27 (1.1)                        | 26 (1.0)                        | 53 (2.1)                        | 30 (1.2)                        | 22 (0.9)                        | 397 (15.6)                      |
| Nguồn: Climate-Data.org                 |                                 |                                 |                                 |                                 |                                 |                                 |                                 |                                 |                                 |                                 |                                 |                                 |                                 |

## Thành phố kết nghĩa
- Gölbaşı, Thổ Nhĩ Kỳ (2007)[3]
- Polotsk, Belarus (2012)[4]
- Kars, Thổ Nhĩ Kỳ (2013)[5]
- Afula, Israel (2015)[6]
- Kahramanmaraş, Thổ Nhĩ Kỳ (2017)[7]
- Orhangazi, Thổ Nhĩ Kỳ[8]